# In a Perfect World (album, Kanye West)
In a Perfect World (uváděny byly také názvy WW3 a Cuck) je nadcházející dvanácté studiové album amerického rappera Kanyeho Westa. Album bylo nahráváno v době intenzivní kontroverze kolem Westa, který se opakovaně dopouštěl antisemitských projevů, propagace nacismu, šíření krajně pravicových konspiračních teorií a jiných nenávistných projevů. Všechna tato témata se na albu projevila. West v textech současně přiznal incest spáchaný v dětství, vyjádřil podporu Seanu Combsovi, souzenému za stovky sexuálních zneužití, a kritizoval, že jeho bývalá žena Kim Kardashian a její rodina mu brání vídat děti.
Dne 18. května 2025 bylo album pirátsky nahráno na internet. Údajný hacker tvrdil, že album koupil na Discordu a že ho tam prodávali Westovi spolupracovníci. Výtěžek z ilegálního prodeje měl být věnován americkému Holocaust Memorial Museum.

## Pozadí
West začal nahrávat album v únoru 2025 poté, co se seznámil s rapperem Davem Bluntsem. V počátku nesl projekt název WW3 odkazující na třetí světovou válku (World War 3). Podle Westova vyjádření všechny písně napsal právě Blunts poté, co spolu rozsáhle diskutovali Westovy názory.
V březnu 2025 West veřejně pronesl, že jeho další album bude mít „antisemitský zvuk“. Současně oživil svou dřívější myšlenku, že by na obalu alba byla svastika. Internetový streamer DJ Akademiks potvrdil nahrávání nového Westova alba a zveřejnil plánovaný seznam písní. Krátce poté s Westem vedl interview, ve kterém měl West oblečený oblek Ku-klux klanu provedený v černé kůži a nosil řetízek se svastikou. West v interview kritizoval řadu osobností, které ho měly zradit a otočit se k němu zády, a obořil se také na svou bývalou ženu a její rodinu. DJ Akademiks také tvrdil, že album vyjde v dubnu, k čemuž nedošlo. Místo toho byl vydán obal desky, na kterém jsou dvě postavy v bílém a červeném obleku Ku-klux klanu před stohy slámy. Šlo o reálný snímek ze svatby členů Ku-klux klanu, který pod názvem The wedding of two members of the KKK in a barn in rural America zveřejnil fotograf Peter van Agtmael. West však nechal mužskou postavu počítačově upravit, aby měla místo bílé kůže černou a představovala tak samotného Westa. Uvedený fotograf s využitím své fotografie nesouhlasil.
V březnu West představil první singl s názvem „WW3“, na kterém rapuje, že nechápe, jak může být „přirovnáván k Hitlerovi, když je negr“. Píseň se stala virální zejména v Německu. V dubnu byl vydán druhý singl „Cousins“, na kterém West přiznal, že v dětství měl sexuální styk se svým bratrancem, se kterým napodobovali výjevy z nalezených pornočasopisů.
Koncem dubna West uvedl, že mění název alba z WW3 na Cuck (zkrácená verze slova „cuckold“ čili paroháč).
V květnu 2025 byl vydán třetí singl s názvem „Heil Hitler“. Ten byl krátce po vydání stažen z většiny streamovacích služeb pro propagaci nacismu. West následně kritizoval, že na streamovacích službách jsou písně bílých zpěváků, které obsahují rasistické slovo „negr“ a že jde o dvojí metr. I přes stažení z velkých streamovacích služeb si skladbu poslechly miliony lidí. Na streamovací služby poté nahrál instrumentální verzi singlu pod názvem „The Heil Symphony“.

## Po vydání
Nedokončená verze alba byla v květnu 2025 ilegálně zakoupena na Discordu, kde také proběhla sbírka na 999 dolarů, které byly darovány americkému muzeu holokaustu. West na leak alba zareagoval tak, že šlo o neaktuální verzi a že připravované album už je značně jiné.

## Seznam skladeb
Seznam skladeb ilegálně publikované verze alba z května 2025:
1. WW3
2. Cosby
3. Diddy Free
4. Dirty Magazines
5. Jesus
6. Bianca
7. Cousins
8. Virgil
9. Uncle
10. Free My Kids
11. Heil Hitler
12. Gas Chambers
13. Hitler Ye Jesus
14. Jared
15. Nitrous